# Flavien Tait
Flavien Tait (Longjumeau, 2 februari 1992) is een Frans voetballer die bij voorkeur als offensieve middenvelder speelt. Hij stroomde in 2012 door vanuit de jeugd van LB Châteauroux. In juli 2016 tekende Tait een contract bij Angers SCO.

## Clubcarrière
Tait doorliep de jeugd van Rodez AF en maakte in 2010 de overstap naar LB Châteauroux waar hij in 2012 in het eerste elftal terecht kwam. In het seizoen 2016/17 tekende Tait een contract bij Angers. Zijn debuut in de Ligue 1 maakte Tait op 29 oktober 2016 in de met 1–0 verloren wedstrijd bij EA Guingamp. Hij verving zeven minuten voor tijd Thomas Mangani. Zijn eerste doelpunt scoorde hij op 27 januari 2017 in de met 2–1 gewonnen wedstrijd tegen FC Metz. In het seizoen 2016/17 behaalde Tait met Angers de finale van de Franse beker. De finale werd met 0–1 verloren van Paris Saint-Germain.

## Clubstatistieken
| Seizoen     | Club           | Competitie           | Competitie | Competitie | Beker | Beker | Internationaal | Internationaal | Totaal | Totaal |
| Seizoen     | Club           | Competitie           | Wed.       | Dlp.       | Wed.  | Dlp.  | Wed.           | Dlp.           | Wed.   | Dlp.   |
| ----------- | -------------- | -------------------- | ---------- | ---------- | ----- | ----- | -------------- | -------------- | ------ | ------ |
| 2012/13     | LB Châteauroux | Ligue 2              | 1          | 0          | —     | —     | —              | —              | 1      | 0      |
| 2013/14     | LB Châteauroux | Ligue 2              | 25         | 4          | 1     | 0     | —              | —              | 26     | 4      |
| 2014/15     | LB Châteauroux | Ligue 2              | 19         | 1          | 1     | 0     | —              | —              | 20     | 1      |
| 2015/16     | LB Châteauroux | Championnat National | 31         | 4          | 1     | 0     | —              | —              | 32     | 4      |
| 2016/17     | Angers SCO     | Ligue 1              | 11         | 2          | 5     | 0     | —              | —              | 16     | 2      |
| 2017/18     | Angers SCO     | Ligue 1              | 31         | 4          | 3     | 0     | —              | —              | 34     | 4      |
| 2018/19     | Angers SCO     | Ligue 1              | 7          | 1          | 0     | 0     | —              | —              | 7      | 1      |
| Club totaal | Club totaal    | Club totaal          | 125        | 16         | 11    | 0     | 0              | 0              | 136    | 16     |

Bijgewerkt op 27 september 2018
1 Bernardoni ·
3 Doumbia ·
4 Pavlović ·
5 Mangani ·
6 Ebosse ·
7 Alioui ·
8 Traoré  ·
9 Diony ·
10 Fulgini ·
11 Cabot ·
12 Ould Khaled ·
13 Boufal ·
14 Coulibaly ·
15 Capelle ·
16 Butelle ·
18 Amadou ·
19 Bahoken ·
20 Thioub ·
21 Cho ·
23 Bobichon ·
24 Thomas ·
25 Bamba ·
27 Pereira Lage ·
28 El Melali ·
29 Manceau ·
30 Petković ·
31 Pape Diaw ·
32 Touré ·
37 Bemanga ·
Loucif ·
Coach: Moulin